# Valea Crișului, Bihor
Valea Crișului (maghiară Nagyfeketepatak, germană Klein Bernau) este un sat în comuna Bratca din județul Bihor, Crișana, România. Numele este puțin impropriu, desemnând localitatea Valea Neagră care își are originea în culoarea neagră a apei pârâului Valea Negruța, din cauza spălării zăcămintelor de cărbune. În sat se află o biserică de lemn.

## Note

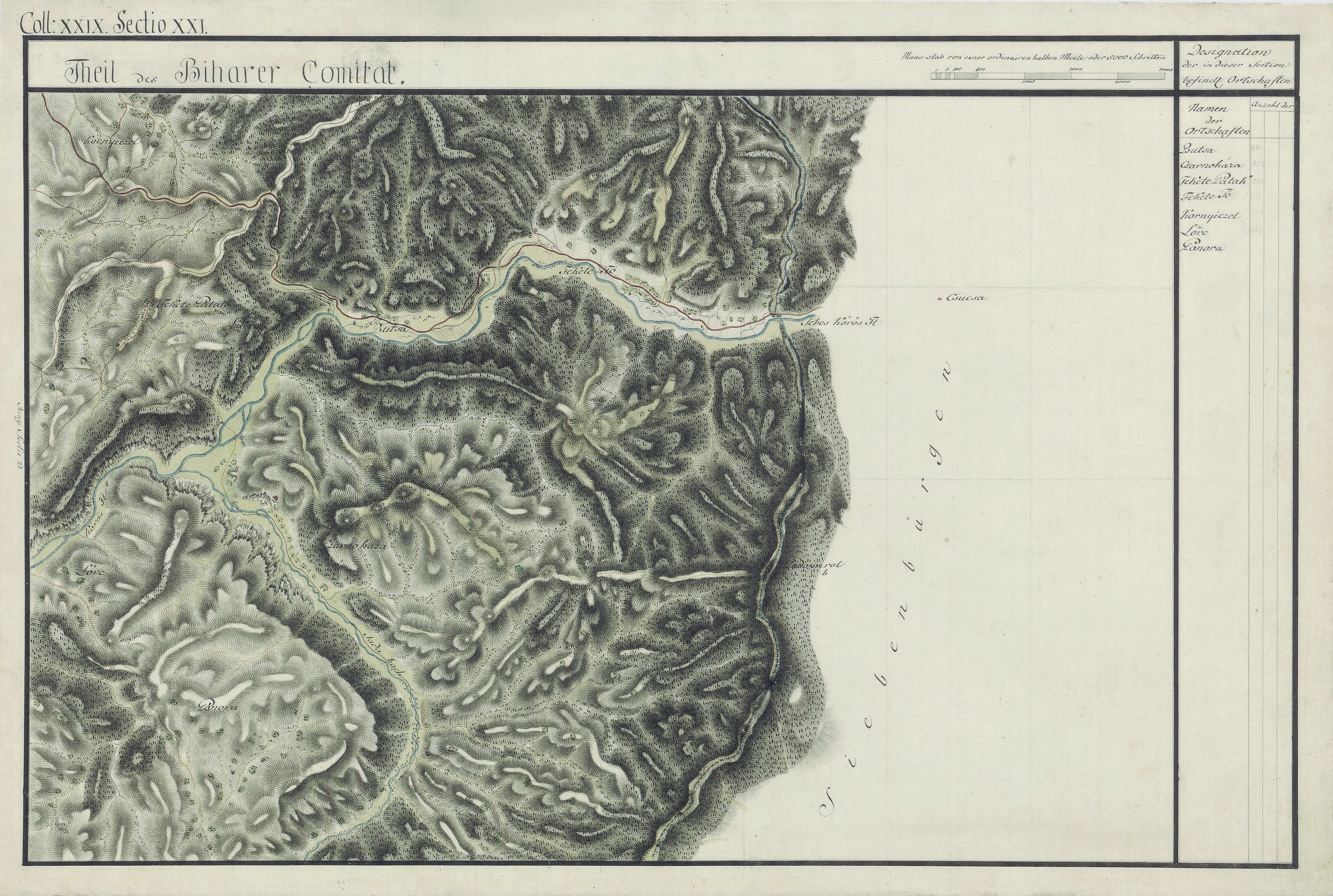
Valea Crișului în Harta Iosefină a Comitatului Bihor, 1782-85